# Wek I (Padangsidimpuan Utara)
Wek I is een bestuurslaag in het regentschap Padang Sidempuan van de provincie Noord-Sumatra, Indonesië. Wek I telt 5799 inwoners (volkstelling 2010).